# Leucodon nipponicus
Leucodon nipponicus là một loài Rêu trong họ Leucodontaceae. Loài này được Nog. mô tả khoa học đầu tiên năm 1947.